# Diphyus pseudocastigator
Diphyus pseudocastigator là một loài tò vò trong họ Ichneumonidae.